# BUNBUN
BUNBUN（1985年9月22日—）是日本男性插畫家，身高177公分，出身於京都府。因負責設計輕小說《薔薇的瑪利亞》的角色人物而知名。他的姊姊堀口悠紀子則是一位知名的原畫師。

## abec
abec是其另一个身份，在《這本輕小說真厲害！》的年度排行中，2011插畫部門第6位、2012插畫部門第3位、2013插畫部門第1位。
雖然本人在Twitter上表示他跟abec並非同一個人，但是在台灣角川官網《刀劍神域》系列小說的介紹上則敘述abec也以BUNBUN名義繪製插畫，而兩人的簽名會上出現的也都是同一人。在《刀劍神域》編輯三木一馬的書中正式寫出了確實與abec為同一人的事實，原本abec是用於私人的暱稱，後在聽了三木一馬編輯：「我會讓abec這個名字比BUNBUN還要出名！」的建議下，以abec的名義擔當《刀劍神域》的插畫一職，讓abec此名稱正式商業出道。

## 作品

### 小說插畫
日本
- （著：上月司／電擊文庫）
- 薔薇的瑪利亞（著：十文字青／角川Sneaker文庫）
- （著：川上亮／富士見Mystery文庫）
- 神曲奏界 黑（著：大迫純一／GA文庫）
- （著：深山森／電擊文庫）
- 妮娜與兔子與魔法戰車（著：兎月 竜之介／集英社Super Dash文庫）
- RINGADAWN（著：あやめゆう／C★NOVELS Fantasia）
- 鷲尾須美是勇者（2014）（著：タカヒロ／電擊G's magazine）
- 神兵編年史（著：丈月城／集英社）
- 乃木若葉是勇者（2015）（著：朱白あおい / 電撃G's magazine）
- 楠芽吹是勇者（2017）（著：朱白あおい / 電撃G's magazine）
- 勇者史外典（2020）（著：朱白あおい / 電撃G's magazine）

台灣
- 七重夜（著：關兮／浮文字）

### 以abec名义

#### 插画
- 刀劍神域 （著：川原礫／電擊文庫）

#### 画集
- 刀剑神域abec画集New World

### 電視動畫
作為角色原案參與以下動畫的製作。
- 刀劍神域系列（2012）[註 1]
- 結城友奈是勇者系列 (2014) (Project2H)
- 終末的伊澤塔 (2016)
- SAKURA QUEST (2017)

### 遊戲插畫
- （任天堂DS）
- （PC）神曲奏界 THE BLACK
- （SQUARE ENIX）拡散性ミリオンアーサー - アーサー-魔法の派
- （SQUARE ENIX）乖離性ミリオンアーサー- 富豪アーサー-

## 外部連結
- （日語）個人網站「BUN+BUN」（页面存档备份，存于）
- （日語）Pixiv頁面（页面存档备份，存于）
- ｱﾍﾞｼﾊﾞ（页面存档备份，存于）abec的網誌
- BUNBUN的X（前Twitter）